# Carl Reuterswärd (företagsledare)
Carl Henrik Edvard Reuterswärd, född 21 juni 1874 i Örebro, död 28 februari 1947 i Stockholm, var en svensk elektroingenjör och företagsledare. Han var son till Wilhelm Reuterswärd och bror till Pontus Reuterswärd.
Reuterswärd utgick från Tekniska elementarskolan i Örebro 1891, utexaminerades från Kungliga Tekniska högskolan 1896 och studerade vid Technische Hochschule i Charlottenburg 1896–1897. Efter praktik i Tyskland anställdes han vid tyska AEG:s svenska representation, Elektriska AB AEG i Stockholm, vars verkställande direktör han var från 1901 till kort före sin död. Företaget expanderande kraftigt under hans ledning och fick en rad filialer i olika svenska städer. År 1921 grundade han dotterbolaget Svenska AB Trådlös telegrafi (SATT), vilket byggde de flesta större rundradiostationer i Sverige. År 1927 grundade han dotterbolaget Svenska Instrument AB (SIA), vilket främst tillverkade bland annat strålkastare och centralinstrument för det svenska försvaret. Han var styrelseledamot i AB Osram-Elektraverken från dess start 1930.